# كريستوفر نايمان
كريستوفر نايمان (بالسويدية: Christoffer Nyman)‏ (5 أكتوبر 1992 بنورشوبينغ في السويد - ) هو لاعب كرة قدم سويدي في مركز الهجوم. شارك مع منتخب السويد تحت 19 سنة لكرة القدم ومنتخب السويد تحت 21 سنة لكرة القدم ومنتخب السويد لكرة القدم. أما مع النوادي، فقد لعب مع نادي نوركوبنغ وIF Sylvia ‏.

## وصلات خارجية
- كريستوفر نايمان على موقع الاتحاد الأوربي (الإنجليزية)
- كريستوفر نايمان على موقع اتحاد السويد (السويدية)
- كريستوفر نايمان على موقع قاعدة بيانات كرة القدم.إي يو (الإنجليزية)
- كريستوفر نايمان على موقع ناشيونال فوتبول تيمز (الإنجليزية)
- كريستوفر نايمان على موقع Soccerway.com (الإنجليزية)
- كريستوفر نايمان على موقع عالم كرة القدم.نت (الإنجليزية)